# Anadyr
Anadyr er en flod i det østligste Sibirien, Rusland, der munder ud i Anadyr-bugten i Beringshavet. Den afvander størstedelen af Tjukotka og er 1.146 km lang med et afvandingsområde på 191.000 km2. Den er tilfrosset halvdelen af året fra oktober til maj, og den når sin største vandmængde i juli som følge af smeltevandet. 
Omkring halvdelen af floden kan besejles i små både om sommeren. Den russiske opdagelsesrejsende Semjon Dezjnjov var i 1648 den første, der opdagede flodens munding, efter at hans skib var blevet ødelagt ved kysten. Det følgende år drog han op ad floden og etablerede et vinterkvarter ved Anadyrsk. De næste hundrede år var floden den vigtigste rute fra Arktis-området til Kamtjatka og Stillehavet. Floden blev systematisk beskrevet i det 18. århundrede af polarforskeren Dmitrij Laptev.
Området omkring floden er præget af tundra med et varieret planteliv, der primært kan ses i nogle få måneder om sommeren, hvor sneen ikke dækker landskabet. Før i tiden var der store flokke af rensdyr, der blev holdt af de lokale stammer, men i de senere år er disse flokke faldet drastisk i antal dyr, mens der i stedet er kommet vildtlevende rensdyr til i området. Selve floden er rig på laks, og der afholdes hvert år i slutningen af april en stor fiskekonkurrence ved flodens munding.
67°03′02″N 170°50′47″Ø / 67.0506°N 170.8464°Ø